# Cervera (famiglia)
I Cervera sono un'antica famiglia dell'aristocrazia militare catalana. Il cognome deriva dalla località di Cervera, di cui furono castellani. Discendevano dai signori dei castelli di Ferran, Malacara e Sant Esteve (Castellfollit de Riubregós) nella comarca dell'Alta Segarra.

## Antenati
- Isarn, signore dei castelli di Ferran, Malacara e Sant Esteve
- Dalmau, signore dei castelli di Ferran, Malacara e Sant Esteve

## Linea principale dei Cervera, Visconti di Bas e Giudici di Arborea
- Hug Dalmau de Cervera (nel 1038, appare il cognome Cervera)
- Poncio Ugo de Cervera sposato con Beatriu de Bas, viscontessa di Bas
- Pietro I de Cervera
- Poncio de Cervera
- Ugo Poncio de Cervera (Hug I de Bas)
- Ugone I di Arborea
- Pietro II di Arborea
- Mariano II di Arborea
- Giovanni de Serra Bas
- Mariano III di Arborea
- Ugone II di Arborea
- Mariano IV di Arborea
- Ugone III di Arborea
- Eleonora d'Arborea
- Federico di Arborea
- Mariano V di Arborea
  - Il giudicato passa ai Narbona-Lara
- Guglielmo III di Narbona

### Sotto-ramo dei reggenti del Viscontato di Bas
- Reggente 1155-1195 Poncio de Cervera (m.1195)
- Reggente 1195-1198 Pietro de Cervera (m.1242)